# Dalyan
Dalyan es una ciudad de la provincia de Muğla, en Turquía, situada entre Marmaris y Fethiye. 
Dalyan alcanzó fama internacional en 1987 cuando intentaron construir un hotel de lujo en la cercana playa de Iztuzu, una zona de cría para las especies de tortugas marinas bobas en peligro de extinción. El incidente ocasionó un conflicto internacional cuando David Bellamy defendió la causa de los conservacionistas, como June Haimoff, Peter Günther, Nergis Yazgan, Lily Venizelos y Keith Corbett. El desarrollo del proyecto se interrumpió temporalmente después de que el príncipe Felipe de Edimburgo pidiera una moratoria y en 1988 la playa y sus alrededores fueron declarados área protegida con el nombre de Köyceğiz Dalyan - Zona de Especial Protección Ambiental.